# Thomas Magnusson (ishockeytränare)
Thomas Magnusson, född 6 mars 1957, är en svensk ishockeymålvaktstränare som har tillbringat de 20 senaste år till att träna målvakter inom Djurgårdens IF:s organisation.